# تلفات آلمان در جنگ جهانی دوم

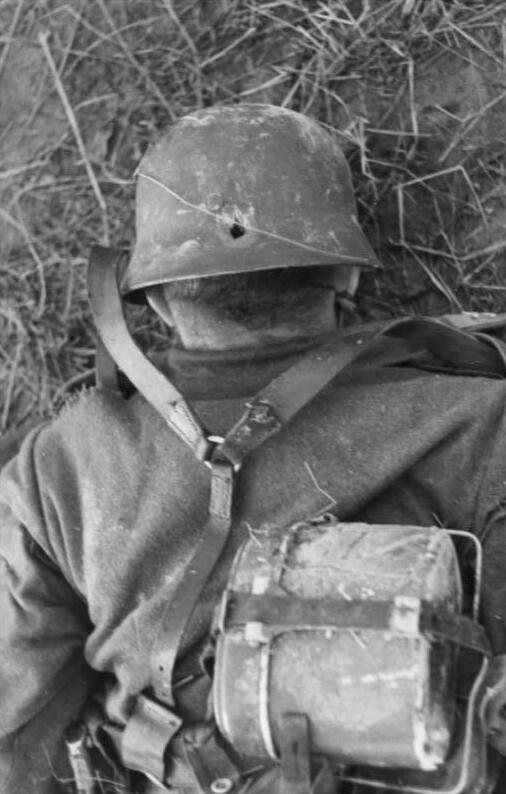
جسد سرباز آلمانی در روسیه، سال ۱۹۴۲.

آمار تلفات نظامی آلمان در جنگ جهانی دوم دقیق نیست و دارای تناقضاتی است. در زمان جنگ آماری از تلفات نظامیان توسط مورخان نظامی و به دستور فرماندهان رده بالا گردآوری شد که در تاریخ ۳۱ ژانویه ۱۹۴۵ منتشر شد. رودیگر اورمنس (به انگلیسی: Rudiger Overmans) مورخ آلمانی، اخیراً مطالعه‌ای انجام داده است و در آن آمارهای مورخانی که به دستور فرماندهان در دوران جنگ آمار را ثبت می‌کردند، غیرمعتبر می‌داند. او تلفات نظامیان آلمانی را ۵٫۳ میلیون نفر می‌داند که حدود ۹۰۰هزار نفر از آن‌ها در اردوگاه‌های کار اجباری، خارج از آلمان، در مرزهای اتریش، شرق و مرکز اروپا از بین رفتند.  با این حال دولت آلمان هنوز هم مدعی است که آمار فرماندهان زمان جنگ درست بوده و تلفات نظامیان ۴٫۳ میلیون نفر بوده‌است. شمار قربانیان غیرنظامی در طول جنگ که شامل قربانیان حملات هوایی و مرگ و میر می‌باشد، که این بمباران‌ها توسط متفقین انجام می‌شد حدود ۳۵۰هزار تا ۵۰۰ هزار برآورد شده‌است. همچنین آلمان نازی حدود ۲۰۰هزار نفر از افرادی که دارای معلولیت ذهنی یا معلولیت جسمی بودند را ازبین برد که نام این برنامه را، «کشتن از سر ترحم» نامید.
ارتش آلمان یک سامانه یکپارچه برای بدست آوردن تلفات دقیق در اختیار نداشت چون هر واحد به صورت جداگانه و بدون ارزشیابی دقیق گزارش‌ها را ارسال می‌کردند. به عنوان مثال نیروی دریایی به صورت جداگانه و نیروی هوایی به صورت جداگانه گزارش‌ها خود را ارسال می‌کردند. به همین دلیل آمار آلمان به صورت دقیق نمی‌باشد. در اوایل سال ۱۹۴۵ فرماندهی ارشد آلمان (OKW) خلاصه‌ای از آمار تلفات ارائه داد. رودیگر اورمنس بر اساس پژوهش خود معتقد است که این ارقام ناقص و غیرقابل اعتماد هستند. با توجه به مقاله اورمنس این آمار به دلیل هرج‌ومرجی که در پایان جنگ وجود داشت غیرقابل استناد است و بسیاری از افرادی که ازبین رفتند یا زندانی شدند و در آمار فرماندهی ارشد (OKW) ذکر نشده‌است.

## آمار گردآوری شده در زمان جنگ توسط فرمانده ارشد (OKW)
با توجه به گزارش منتشر شده توسط خبرگزاری رویترز در تاریخ ۲۹ ژوئیه ۱۹۴۵، تلفات تا تاریخ ۳۰ نوامبر ۱۹۴۴ حدود ۳٫۶ میلیون نفر بوده‌است. گفتنی است که این گزارش براساس آرشیو بسیار محرمانه‌ای از خانه ژنرال رینیک (به انگلیسی: General Reinecke) بدست آمده بود.
|       | ارتش      | نیروی دریایی | نیروی هوایی | مجموع     |
| کشته  | ۱٫۷۱۰٫۰۰۰ | ۵۲٫۰۰۰       | ۱۵۰٫۰۰۰     | ۱٫۹۱۲٫۰۰۰ |
| گمشده | ۱٫۵۴۱٫۰۰۰ | ۳۲٫۰۰۰       | ۱۴۱٫۰۰۰     | ۱٫۷۱۴٫۰۰۰ |
| مجموع | ۳٫۲۵۱٫۰۰۰ | ۸۴٫۰۰۰       | ۲۹۱٫۰۰۰     | ۳٫۶۲۶٫۰۰۰ |

منبع ارقام: Gregory Frumkin. تغییرات جمعیت در اروپا از سال ۱۹۳۹تا ۱۹۵۱. صفحه: ۷۲

## خاطرات جنگی فرمانده ارشد
پرسی ارنست شرام (به انگلیسی: Percy Ernst Schramm) که مسئول حفظ مقام OKW خاطرات جنگی خود را درسال  ۱۹۴۹ در روزنامه دی تسایت (به انگلیسی:  Die Zeit) چاپ کرد که در آن، آمار و ارقامی از تلفات جنگ نیز وجود داشت
آمار منتشر شده توسط فرمانده ارشد (OKW) از تاریخ ۱ سپتامبر ۱۹۳۹ تا ۳۱ ژانویه ۱۹۴۵.

| توضیحات                                    | کشته      | گم شده    | مجموع     | زخمی      |
| ------------------------------------------ | --------- | --------- | --------- | --------- |
| ارتش                                       |           |           |           |           |
| جبهه شرق                                   | ۱٫۱۰۵٫۹۸۷ | ۱٫۰۱۸٫۳۶۵ | ۲٫۱۲۴٫۳۵۲ | ۳٫۴۹۸٫۰۵۹ |
| شمال: نروژ، فنلاند                         | ۱۶٫۶۳۹    | ۵٫۱۵۷     | ۲۱٫۷۹۶    | ۶۰٫۴۵۱    |
| شرق: آفریقای شمالی، ایتالیا                | ۵۰٫۴۸۱    | ۱۹۴٫۲۵۰   | ۲۴۴٫۷۳۱   | ۱۶۳٫۶۰۲   |
| جنوب شرقی: بالکان                          | ۱۹٫۲۳۵    | ۱۴٫۸۰۵    | ۳۴٫۰۴۰    | ۵۵٫۰۶۹    |
| غرب: فرانسه، بلژیک                         | ۱۰۷٫۰۴۲   | ۴۰۹٫۷۱۵   | ۵۱۶٫۷۵۷   | ۳۹۹٫۸۵۶   |
| نیروهای آموزشی                             | ۱۰٫۴۶۷    | ۱٫۳۳۷     | ۱۱٫۸۰۴    | ۴۲٫۱۷۴    |
| مرگ بر اثر زخمی شدن در تمام جبهه‌ها         | ۲۹۵٫۶۵۹   | -         | ۲۹۵٫۶۵۹   | -         |
| مکان‌های نامشخص                             | ۱۷٫۰۵۱    | ۲٫۶۸۷     | ۱۹٫۷۳۸    | -         |
| زیرمجموعه (ارتش)                           | ۱٫۶۲۲٫۵۶۱ | ۱٫۶۴۶٫۳۱۶ | ۳٫۲۶۸٫۸۷۷ | ۴٫۱۸۸٫۰۳۷ |
| نیروی دریایی                               | ۴۸٫۹۰۴    | ۱۰۰٫۲۵۶   | ۱۴۹٬۱۶۰   | ۲۵٫۲۵۹    |
| نیروی هوایی                                | ۱۳۸٫۵۹۶   | ۱۵۶٫۱۳۲   | ۲۹۴٫۷۲۸   | ۲۱۶٫۵۷۹   |
| کل مبارزان                                 | ۱٫۸۱۰٫۰۶۱ | ۱٫۹۰۲٫۷۰۴ | ۳٫۷۱۲٫۷۶۵ | ۴٫۴۲۹٫۸۷۵ |
| دیگر مرگ و میرها (بیماری و تصادفات و غیره) | ۱۹۱٫۳۳۸   | -         | ۱۹۱٫۳۳۸   | -         |
| مجموع کل                                   | ۲٫۰۰۱٫۳۹۹ | ۱٫۹۰۲٫۷۰۴ | ۳٫۹۰۴٫۱۰۳ | ۴٫۴۲۹٫۸۷۵ |

منبع ارقام: PercyPercy Schramm Kriegstagebuch des Oberkommandos der Wehrmacht: ۱۹۴۰–۱۹۴۵: 8 Bde. 1961 () صفحات ۱۵۰۸–۱۵۱۱
یادداشت‌ها:
۱. این آمار شامل تلفات نیروهای داوطلب از اتحاد جماهیر شوروی نیز می‌باشد که ۸۳٬۳۰۷ مرده و ۵۷٬۲۵۸ کشته و ۱۱۸٬۱۲۷هزار زخمی شدند.
۲. همچنین این آمار شامل حدود ۳۲۲٫۸۰۷ نفر است که توسط آمریکا و انگلیس اسیر شدند.